# Physospermopsis rubrinervis
Physospermopsis rubrinervis là một loài thực vật có hoa trong họ Hoa tán. Loài này được (Franch.) C. Norman miêu tả khoa học đầu tiên năm 1938.